# Cecily Corti

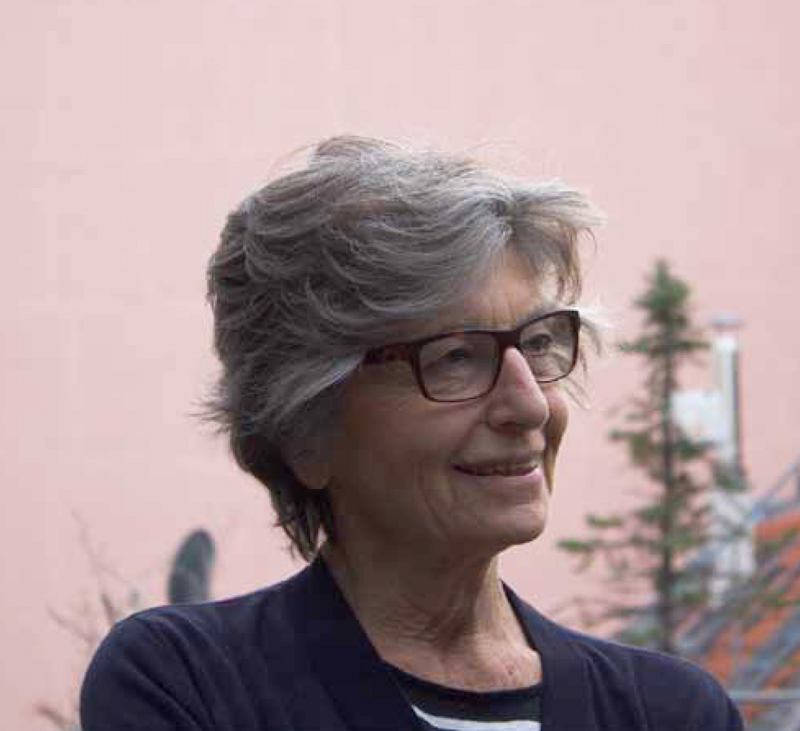
Cecily Corti (2016 beim Theaterfestival Steudltenn Uderns)

Cecily Corti (* 17. April 1940 in Wien als Agnes Cäcilia Herberstein) ist durch ihren Einsatz für Obdachlose in Wien bekannt.

## Leben
Cecily Corti stammt aus einer alten steirischen Familie. Sie ist in Slowenien aufgewachsen und musste 1945 mit ihrer Mutter und vier Geschwistern nach Österreich flüchten. Ihr Vater wurde bei Kriegsende von durchziehenden Partisanen verschleppt und ermordet; sein Schicksal konnte im Detail nie geklärt werden.
Nach Jahren der Flucht kam sie nach Salzburg, wo sie  1959 am Wirtschaftskundlichen Realgymnasium (WRG) maturierte. Anschließend absolvierte sie mehrere Auslandsaufenthalte in Europa. 
Als Mitarbeiterin der Alpbacher Hochschulwochen lernte sie den in Radio, Fernsehen und Film tätigen Axel Corti (1933–1993) kennen, den sie 1964 heiratete und mit dem sie drei Söhne, darunter den Restaurantkritiker Severin Corti, hat.
Corti ließ sie sich von Karlfried Graf Dürckheim in Initiatischer Therapie ausbilden und lernte ZEN-Meditation, anschließend arbeitete sie jahrelang therapeutisch mit Gruppen und Einzelmenschen.
Cecily Corti ist Obfrau des 2003 gegründeten Vereins „Vinzenzgemeinschaft St. Stephan“ und Leiterin des 2004 eröffneten VinziRast-CortiHauses im 12. Bezirk, einer niederschwelligen Notschlafstelle für Obdachlose, erweitert 2008 um 29 Wohnplätze für ehemals Obdachlose (VinziRast-CortiHaus). Corti ist darüber hinaus Leiterin der anderen VinziRast-Einrichtungen für Obdachlose (VinziRast-Wohngemeinschaft, VinziRast-mittendrin, VinziChance und VinziRast-Home). Im Mai 2013 begann der Betrieb in der „VinziRast mittendrin“, einem von Hans Peter Haselsteiner für den Verein gekauften Biedermeierhaus im 9. Bezirk, Währinger Straße 19, in dem Obdachlose gemeinsam mit Studierenden wohnen. Im Frühjahr 2018 übergab sie die Leitung des Vereins an die neue Obfrau Veronika Kerres.

## Auszeichnungen
Cecily Corti wurde für ihr soziales Engagement 2006 mit dem Viktor-Frankl-Ehrenpreis, 2008 mit dem Ritterkreuz (Chevalier de la Légion d’Honneur) der Ehrenlegion und einem Leopold-Kunschak-Anerkennungspreis und 2010 mit dem Goldenen Verdienstzeichen für Verdienste um die Republik Österreich ausgezeichnet. 2013 erhielt sie den Bruno-Kreisky-Preis für Verdienste um die Menschenrechte.

## Publikationen
- 2015: Man muss auf dem Grund gewesen sein (aufgezeichnet von Jacqueline Kornmüller). Brandstätter-Verlag, Wien 2015, ISBN 978-3-85033-908-7